# 兆河
兆河，原名操河、皂河，又名塘串兆河，安徽省巢湖水系支流，是西河的主要分流。自缺口大桥下至白湖称塘串河（原名大缺口、麻线河、荒草沟、塘缺河），塘串河至姥山颈称白湖新河，姥山颈以下则为人工开挖的兆河。兆河常与西河一同合称西兆河或兆西河，两河亦组成了引江济淮工程西兆线。